# Liatra

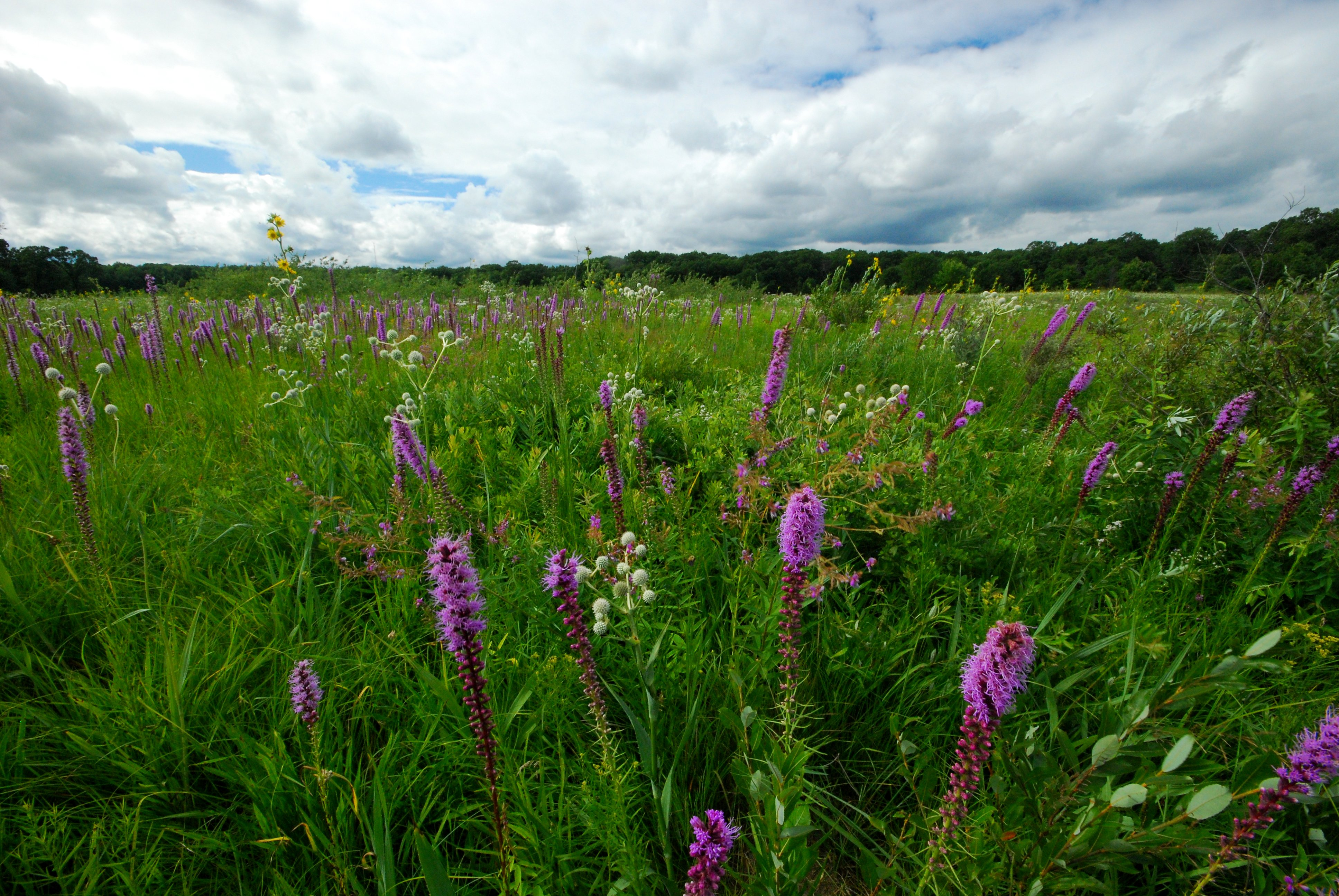
Liatra grubokłosowa na prerii

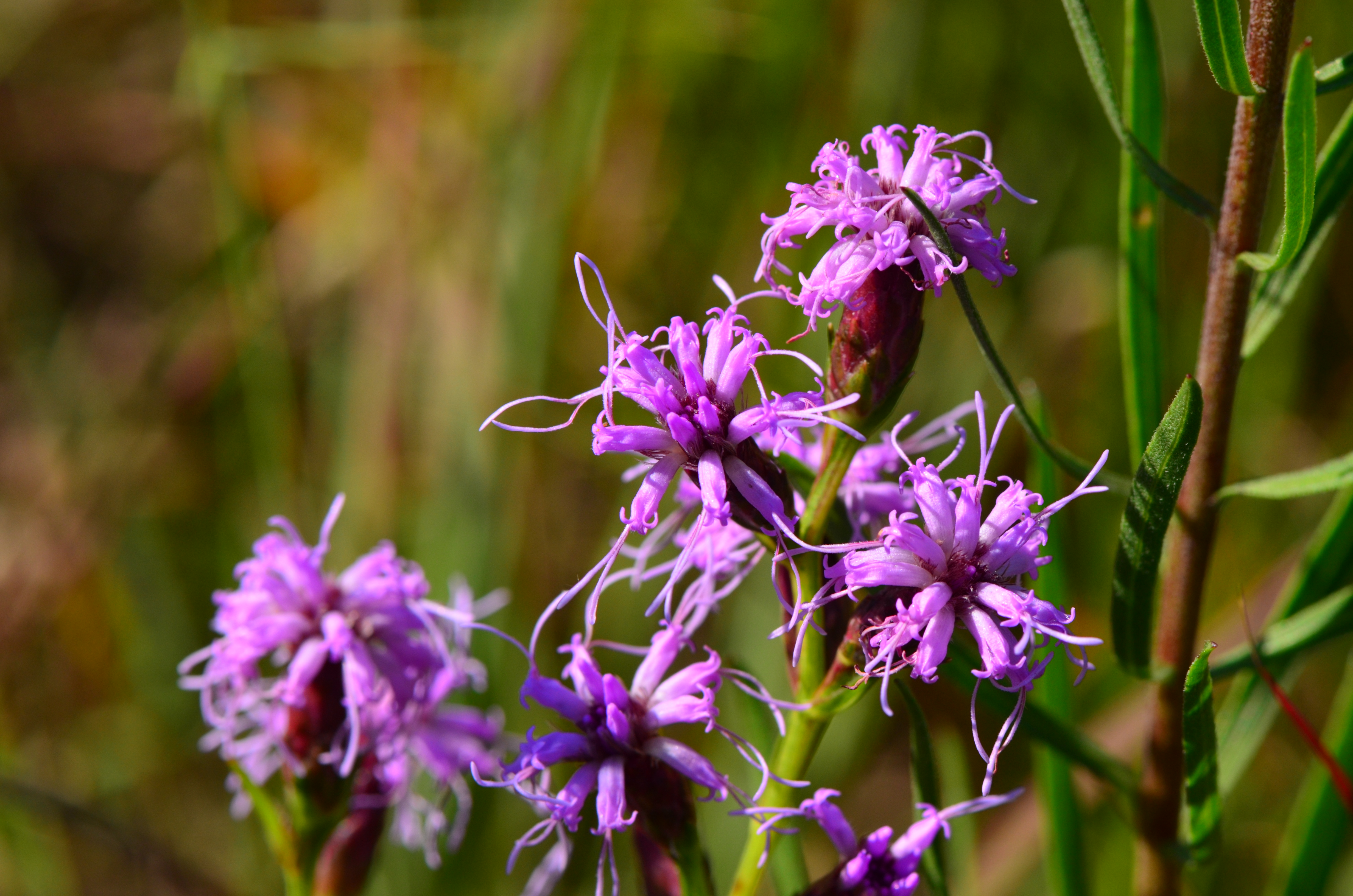
Liatris cylindracea

Liatra, bezmian (Liatris Gaertn. ex Schreb.) – rodzaj roślin z rodziny astrowatych. Obejmuje 42 gatunki. Występują one w środkowej i wschodniej części Ameryki Północnej (w północno-wschodnim Meksyku, w Stanach Zjednoczonych na wschód od Kordylierów i w południowej Kanadzie od Alberty po Quebec oraz na Bahamach). Większość gatunków rośnie w miejscach suchych, w formacjach bezdrzewnych, niektóre związane są z brzegami cieków.
Liczne gatunki uprawiane są jako ozdobne (najczęściej liatra kłosowa L. spicata o kwiatach u różnych odmian rozmaicie zabarwionych od białych do fioletowych), niektóre wykorzystywane są także jako rośliny lecznicze.

## Morfologia
PokrójByliny o wzniesionych pędach osiągających od 0,2 do 1,8 m wysokości. Łodygi (pojedyncze i nierozgałęzione lub z rozgałęzieniami u nasady) wyrastają z kulistawej, burakowatej, spłaszczonej lub wydłużonej bulwy, czasem kłącza, z korzeniami przybyszowymi.
LiścieOdziomkowe i łodygowe, skrętoległe, odziomkowe czasem ogonkowe, poza tym siedzące. Blaszki zwykle jednożyłkowe, rzadziej trój- i pięciożyłkowe, równowąskie do jajowato-lancetowatych, całobrzegie.
KwiatyDrobne, zebrane w koszyczki tworzące złożone kwiatostany groniaste lub kłosokształtne. Te ostatnie są wyjątkiem w rodzinie astrowatych. Kwiatostany też rozkwitają w sposób nietypowy dla rodziny astrowatych, mianowicie poczynając od wierzchołka kłosa w dół. Okrywy poszczególnych koszyczków są dzwonkowate do półkulistych i walcowatych, o średnicy od 3 do ponad 20 mm. Listków okrywy jest 18–40 i ułożone są one w 3–7 rzędach, są zwykle nierówne i mają kształt od lancetowatego do jajowatego. Na brzegach są zwykle błoniaste, a na wierzchołku białoróżowe. Dno koszyczka jest płaskie i bez plewinek. W koszyczkach występują wyłącznie kwiaty rurkowate. Jest ich od 3 do 85. Korona ma barwę lawendową do ciemnoróżowofioletowej, rzadziej białą.
OwoceNiełupki pryzmatyczne do walcowatych, 8–11-żebrowe, zwykle owłosione i ogruczolone. Puch kielichowy trwały, z 12–40 piórkowatymi włoskami wyrastającymi w 1 lub 2 rzędach.

## Systematyka
Pozycja systematyczna
Rodzaj z rodziny astrowatych Asteraceae. W obrębie rodziny klasyfikowany jest do podrodziny Asteroideae, plemienia Eupatorieae, podplemienia Liatrinae.
Wykaz gatunków
- Liatris acidota Engelm. & Gray
- Liatris aestivalis G.L.Nesom & O'Kennon
- Liatris aspera Michx. – liatra szorstka
- Liatris boykinii Torr. & A.Gray
- Liatris bracteata Gaiser
- Liatris bridgesii (Mayfield) G.L.Nesom
- Liatris carrizana (Gaiser) G.L.Nesom
- Liatris chapmanii Torr. & A.Gray
- Liatris cokeri Pyne & Stucky
- Liatris compacta Rydb.
- Liatris cylindracea Michx. – liatra walcowata
- Liatris cymosa K.Schum.
- Liatris elegans (Walter) Michx. – liatra wytworna
- Liatris elegantula K.Schum.
- Liatris fallacior (Lunell) Rydb.
- Liatris × freemaniana J.R.Allison
- Liatris × frostii Gaiser
- Liatris garberi A.Gray
- Liatris × gladewitzii (Farw.) Farw. ex Shinners
- Liatris glandulosa G.L.Nesom & O'Kennon
- Liatris gracilis Pursh
- Liatris helleri Porter
- Liatris hesperelegans G.L.Nesom
- Liatris hirsuta Rydb.
- Liatris × johnsonii Matt White
- Liatris laevigata Nutt.
- Liatris lancifolia (Greene) Kittell
- Liatris ligulistylis (A.Nelson) K.Schum.
- Liatris × macdanieliana J.R.Allison
- Liatris microcephala K.Schum.
- Liatris ohlingerae B.L.Rob.
- Liatris oligocephala J.R.Allison
- Liatris × orzellii G.L.Nesom
- Liatris patens Kral & G.L.Nesom
- Liatris pauciflora Pursh
- Liatris pilosa Willd. – liatra trawolistna
- Liatris × platylepis (Small) K.Schum. – liatra łuskowata
- Liatris provincialis R.K.Godfrey
- Liatris punctata Hook. – liatra kropkowana
- Liatris pycnostachya Michx. – liatra grubokłosowa[5], l. gęstokłosowa[11]
- Liatris quadriflora (Chapm.) E.L.Bridges & Orzell
- Liatris × ridgwayi Standl.
- Liatris scariosa (L.) Willd. – liatra pomarszczona
- Liatris spheroidea Michx.
- Liatris spicata (L.) Willd. – liatra kłosowa
- Liatris squarrosa (L.) Michx.
- Liatris squarrulosa Michx.
- Liatris × steelei Gaiser
- Liatris tenuifolia Nutt.
- Liatris tenuis Shinners
- Liatris virgata Nutt.
- Liatris × weaveri Shinners